# شاهزاده دوجول
شاهزاده دوجول (به کره‌ای: 도절) فرزند نخست پادشاه یوریمیونگ و ولیعهد گوگوریو بود که قبل از رسیدن به پادشاهی در سال ۱ قبل از میلاد درگذشت. وی برادر تموشین (سومین پادشاه گوگوریو) و برادر مینجانگ (چهارمین پادشاه گوگوریو) بود.

## حرفه
بر اساس سامگوک ساگی (تاریخ سه پادشاهی)، در اولین ماه از تقویم قمری در سال ۶ قبل از میلاد (چهاردهمین سال سلطنت پادشاه یوری)، پادشاه بویو، تسو، فرستاده ای را برای تبادل گروگان ها فرستاد. از آنجایی که بویو قدرتمند بود، پادشاه یوریمیونگ تلاش کرد تا ولیعهد دوجول را بفرستد، اما به دلیل ترس از دوجول نتوانست این کار را انجام دهد. تسو عصبانی شد و با ۵۰٫۰۰۰ نفر حمله کرد، اما برف سنگین بارید و آنها مجبور به بازگشت شدند. او در اولین ماه قمری ۱ قبل از میلاد درگذشت. پس از مرگ دوجول، برادر کوچکترش، شاهزاده هه میونگ، سمت ولیعهد را بر عهده گرفت.